# Barbus inaequalis
Barbus inaequalis е вид лъчеперка от семейство Шаранови (Cyprinidae).

## Разпространение
Видът е разпространен в Гвинея, Кот д'Ивоар и Либерия.

## Описание
На дължина достигат до 5,1 cm.